# Zyklonsaison im Nordindik 2010
Die Zyklonsaison im Nordindik 2010 hat keine offizielle Grenzen wie in anderen Becken üblich, sondern läuft das ganze Jahr hindurch. Die tropischen Wirbelstürme bilden sich allerdings in diesem Becken in der Regel zwischen April und Dezember, wobei die Monate vor und nach der Monsunsaison, also April/Mai und Oktober/November die aktivsten sind. Einen tropischen Wirbelsturm im Indischen Ozean bezeichnet man als Zyklon.
Das zuständige Regional Specialized Meteorological Centre (RSMC) ist das India Meteorological Department in Neu-Delhi. Dieses vergibt für diejenigen tropischen Wirbelstürme, die mindestens den Status eines Zyklons erreichen, einen Namen. Tiefdruckgebiete (je nach Windgeschwindigkeit depressions oder deep depressions) werden fortlaufend nummeriert, wobei die Buchstabenkombination BOB anzeigt, dass sich das System im Golf von Bengalen bildete. Die Buchstaben ARB stehen sinngemäß für das Arabische Meer.
Durch das Joint Typhoon Warning Center (JTWC) in Honolulu werden für die US-amerikanischen Einrichtungen im Indischen Ozean eigenständige Warnungen und Prognosen ausgegeben. Durch das JTWC erfolgt die Einstufung nach der Saffir-Simpson-Hurrikan-Windskala, das RSMC wendet für die Einstufung eigene Kriterien an, denen unter anderem die Messung der andauernden Windgeschwindigkeit auf Basis einer dreiminütigen Beobachtung zugrunde liegt.

## Sturmnamen
Tropische Wirbelstürme im Indischen Ozean werden durch das RSMC des India Meteorological Department benannt. Die Namen werden jeweils nur einmal verwendet, es werden also keine Namen verheerender Stürme nach Ende der Saison von der Liste der Namen tropischer Wirbelstürme gestrichen. Die folgenden Namen wurden für benannte Stürme benutzt:
Laila, Bandu, Phet, Giri, Jal

## Stürme

### Schwerer zyklonischer Sturm Laila
Am 17. Mai stufte das India Meteorological Department (IMD) ein Tiefdruckgebiet zu einer tropischen Depression hoch und klassifizierte es unter der Bezeichnung BOB 01. Das System befand sich zu diesem Zeitpunkt etwa 930 km ostsüdöstlich von Chennai, Indien. Das System intensivierte sich rasch und erreichte am 18. Mai die Stärke eines tropischen Zyklons, etwa 450 km ostsüdöstlich von Chennai und 1200 km südsüdwestlich von Kolkata. Aufgrund günstiger Bedingungen konnte sich Laila intensivieren und wurde am 19. Mai um 6 Uhr UTC zu einem schweren zyklonischen Sturm hochgestuft. Die Nähe zum Festland und erhöhte Windscherung deuteten eine Abschwächung des Wirbelsturmes an, der sich zu diesem Zeitpunkt 120 km nordöstlich von Nellore und 100 km südöstlich von Ongole befand.
Der Zyklon kreuzte am 20. Mai zwischen 11 und 12 Uhr UTC bei Bapatla im Distrikt Guntur die Küste von Andhra Pradesh. Über Land verlor der Zyklon rasch an Kraft, weswegen das RSMC die Warnungen am 21. Mai einstellte.

### Zyklonischer Sturm Bandu
Am 19. Mai stellte das JTWC fest, dass sich im Arabischen Meer ein tropischer Sturm gebildet hat. Das IMD klassifizierte das System im Tagesverlauf als Depression und wies die Bezeichnung ARB 01 zu. Einige Stunden später stufte das RSMC New Delhi die Depression zu einer Deep Depression hoch. Am 20. Mai stufte das RSMC das System wieder ab. Es konnte sich jedoch am nächsten Tag erneut intensivieren und wurde schließlich als tropischer Zyklon klassifiziert und erhielt den Namen Bandu.
An diesem Tag machte der Zyklon das Frachtschiff Dubai Moon manövrierunfähig. Die 23 Besatzungsmitglieder des Schiffes wurden von Hubschraubern der britischen Fregatte HMS Chatham gerettet. Das vor der Küste Somalias treibende Frachtschiff sank später.

### Sehr schwerer zyklonischer Sturm Phet
Am 31. Mai stufte das IMD ein Tiefdruckgebiet 925 km südwestlich von Mumbai zu einer tropischen Depression hoch und gab dem System die Bezeichnung ARB 02. Am nächsten Tag hatte sich das System zu einer Deep Depression intensiviert, das JTWC sah im Tagesverlauf eine weitere Intensivierung. Das RSMC Neu-Delhi erklärte das System am 1. Juni zum tropischen Sturm und vergab den Namen Phet. Am 2. Juni intensivierte sich Phet rapide und wurde zunächst zum schweren zyklonischen Sturm und dann zu einem sehr schweren zyklonischen Sturm hochgestuft. Am südwestlichen Rand eines subtropischen Rückens zog Phet von seiner Bildung an in einer nordwestlichen Richtung auf Oman zu.
Der Zyklon schwenkte allmählich nordwärts und kreuzte die Küstenlinie nördlich von Marira. Über Land zog er zum Golf von Oman, den er bei Sur erreicht. Über dem Wasser des Golfes wurde der Wirbelsturm durch den Einfluss der Westwindzone nach Osten abgelenkt und die Zuggeschwindigkeit erhöhte sich. Dies, der Einfluss der Küste Belutschistans und mäßige Windscherung führten zur Abschwächung Phets. Als tropisches Tiefdruckgebiet passierte Phet die 15,7-Millionen-Einwohner-Agglomeration Karatschi und gelangte über Land.
Insgesamt kamen durch die Auswirkungen des Sturmes 44 Personen um.

### Depression BOB 02
Am 7. Oktober stufte das India Meteorological Department ein Tiefdruckgebiet zu einer Depression hoch und klassifizierte das System als BOB 02. Zu diesem Zeitpunkt befand sich die Depression ungefähr 180 km südöstlich von Visakhapatnam. Später an diesem Tag stellte das IMD fest, dass sich das System von Visakhapatnam entfernte und dabei seine Stärke beibehielt. Ein Landfall wurde für den Abschnitt zwischen Gopalpur und Paradip vorausgesagt, doch spät am 7. Oktober zog die Depression über Paradip hinweg. Am 8. Oktober meldete das RSMC in Neu-Delhi eine leichte Abschwächung des Systems. Im Tagesverlauf schwächte sich das System weiter ab und gelangte bei Kolkata in Westbengalen zum zweiten Mal über Land. Das System schwächte sich auf seinem Weg nach Nordwesten weiter ab, wurde dann vom Jetstream erfasst und schließlich in der Frühe des 9. Oktobers von einem außertropischen Sturm absorbiert.

### Deep Depression BOB 03
Am 13. Oktober stufte das India Meteorological Department (IMD) ein Tiefdruckgebiet zu einer Depression hoch und bezeichnete es BOB 03. Zu diesem Zeitpunkt befand sich die Depression etwa 700 km östlich von Visakhapatnam. Im Tagesverlauf intensivierte sich das System weiter. Am 15. Oktober stufte das IMD das System zu einer Deep Depression hoch. In der Nacht zum 16. Oktober gelangte das System in der Nähe von Gopalpur über Land und begann früh am 16. Oktober an Kraft zu verlieren. Im Tagesverlauf schwächte sich die Depression in ein Resttief ab.

### Sehr schwerer zyklonischer Sturm Giri
Am 20. Oktober stufte das India Meteorological Department (IMD) ein Tiefdruckgebiet zu einer tropischen Depression hoch und klassifizierte es als BOB 04. Zu dem Zeitpunkt befand sich das System etwa 250 km südwestlich von Sittwe, Myanmar. In der Frühe des 21. Oktober intensivierte sich die Depression zu einer Deep Depression und am selben Tag klassifizierte das Joint Typhoon Warning Center (JTWC) das System als tropischen Zyklon 04B. Später intensivierte sich das System weiter und wurde vom IMD zum Zyklonischen Sturm Giri aufgestuft. Bis zum 22. Oktober verstärkte sich Giri zu einem sehr schweren zyklonischen Sturm. Im Tagesverlauf intensivierte sich der Sturm weiter und wurde zum stärksten Zyklon der Saison. Giri erreichte mit dreiminütigen andauernden Windgeschwindigkeiten vom 165 km/h und einem minimalen Zentralluftdruck von 950 hPa die größte Intensität. Der Landfall des Zyklons erfolgte in der Nähe der Stadt Kyaukpyu im Rakhaing-Staat (früher: Arakan). Um Mitternacht am 22. Oktober begann sich das System abzuschwächen. Als das System weiter ins Landesinnere vorstieß und das schroffe Bergland Myanmars erreichte, schwächte es sich rasch ab. Am Mittag des 23. Oktober hatte sich Giri zum zyklonischen Sturm abgeschwächt. Der Zyklon zog auch über Land nach Nordosten und schwächte sich dabei im Tagesverlauf weiter ab; spät am 23. Oktober stellte das RSMC Neu-Delhi fest, dass der Zyklon zu einem Resttief zerfallen sei.

### Schwerer zyklonischer Sturm Jal
Am 28. Oktober bildete sich im Südchinesischen Meer südlich von Vietnam eine tropische Störung. Im Laufe der nächsten Tage wanderte das System westwärts und nordwestwärts, wobei es sich intensivierte. Am 31. Oktober organisierte sich das System in eine tropische Depression. Am 1. November überquerte das System die Malaiische Halbinsel und gelangte südlich von Myanmar in den Golf von Bengalen. Das System zog weiter westwärts und verstärkte sich.
Am 2. November stellte das IMD fest, dass sich das System in ein Tiefdruckgebiet abgeschwächt hat, das jedoch gute Aussichten für eine Reintensivierung bestünden. Spät am 3. November gab das JTWC eine Tropical Cyclone Formation Alert aus. Früh am 4. November stufte das IMD das System hoch und klassifizierte es als Depression BOB 05. Das Joint Typhoon Warning Center gab dem System die Bezeichnung 05B. Früh am 5. November stufte das IMD die Depression zu einer Deep Depression hoch. Diese intensivierte sich weiter und wurde zu einem zyklonischen Sturm hochgestuft. Das System erhielt den Namen Jal. Der Sturm gewann in den nächsten beiden Tagen an Kraft und wurde am 6. November zu einem schweren zyklonischen Sturm hochgestuft. Am 7. November setzte die Abschwächung von Jal ein. und einige Stunden später vermeldete das RSMC die Abschwächung in einen zyklonischen Sturm. Im Tagesverlauf stufte das JTWC Jal von einem Kategorie-1-Zyklon zu einem tropischen Sturm zurück und einige Stunden später stellte das RSMC in Neu-Delhi fest, dass sich Jal zu einer Deep Depression abgeschwächt hat. In dieser Intensitätsstufe zog das System einige Stunden später bei Chennai über Land.

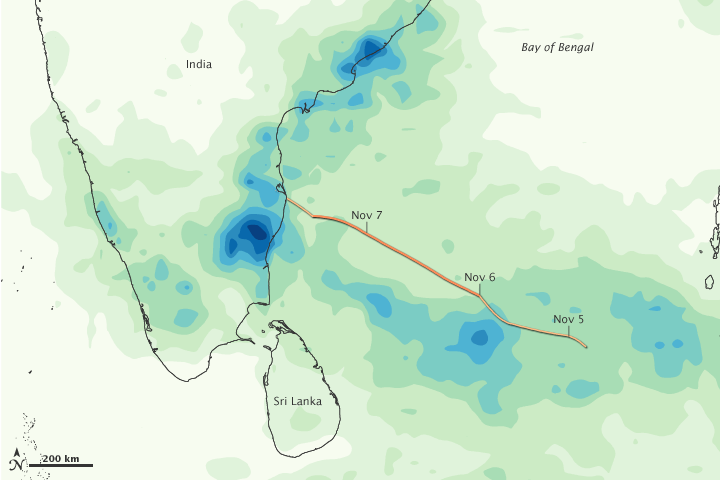
Kumulierte Niederschlagsverteilung im Zusammenhang mit dem Zyklon

Über Land verlor das System rasch an Stärke und wurde früh am 9. November zu einer Depression zurückgestuft und im Tagesverlauf zu einem Resttief erklärt. Dieses Resttief zog weiter in nordwestlicher Richtung und das IMD ging davon aus, dass sich dieses Resttief im Nordosten des Arabischen Meeres reintensivieren könnte, und als das System in der Frühe des 9. November das Arabische Meer erreichte verstärkte sich das System tatsächlich etwas, jedoch überquerte das System nicht wie vorhergesagt das Arabische Meer, sondern zog an der Westküste Indiens nordwärts. Aufgrund der vorherrschenden Winde gelangte das System bald erneut über Land und löste sich auf.
Die starken tropischen Niederschläge im Zusammenhang mit Jal führten in Thailand, im Norden Malaysias, in Sri Lanka und in Teilen des indischen Bundesstaates Andhra Pradesh zu Überschwemmungen, durch die mindestens 118 Personen ihr Leben verloren. Die sturm- und flutbedingten Sachschäden o, Zusammenhang mit Jal wurden auf mehr als 1,7 Milliarden US-Dollar beziffert, wovon der größte Teil auf Thailand entfiel.

### Depression BOB 06
Anfang Dezember bildete sich über dem Golf von Bengalen ein Tiefdruckgebiet, das langsam auf die indische Küste zu zog und sich dabei besser ausbildete. Das India Meteorological Department (IMD) stufte das System am 7. Dezember zu einer Depression hoch. Zu dem Zeitpunkt lag das System etwa 450 km südsüdwestlich von Visakhapatnam in Andhra Pradesh. Bis zum Landfall am 8. Dezember bei Bapatla wanderte das System weiter nordostwärts. Über Land schwächte sich das System kurz darauf zu einem Resttief ab.